# Kritsá
Kritsá är en ort i Grekland.   Den ligger i prefekturen Nomós Lasithíou och regionen Kreta, i den sydöstra delen av landet, 400 km sydost om huvudstaden Aten. Kritsá ligger 294 meter över havet och antalet invånare är 1 560.
Terrängen runt Kritsá är huvudsakligen kuperad, men åt nordväst är den bergig. Runt Kritsá är det ganska tätbefolkat, med 60 invånare per kvadratkilometer. Närmaste större samhälle är Agios Nikolaos, 7,4 km nordost om Kritsá. 